# Cijaya
Cijaya is een bestuurslaag in het regentschap Purwakarta van de provincie West-Java, Indonesië. Cijaya telt 5007 inwoners (volkstelling 2010).